# العراق الآخر

العراق الآخر هي حملة إعلانية أُطلقت لتشجيع التجارة في إقليم كردستان . تُديرها مؤسسة تنمية كردستان لتشجيع الاستثمار و التجارة . 

## إعلانات " شكرًا لك "
يتضمن جزء من حملاتهم الترويجية سلسلة من الإعلانات التي تشكر الولايات المتحدة والمملكة المتحدة وحلفائهما على إسقاط نظام صدام حسين . يمكن مشاهدة الإعلانات من الموقع الإلكتروني الترويجي . 

## الأفراد والمستشارين المعنيين
قال مسعود بارزاني ، الرئيس السابق لإقليم كردستان : " لم تتردد الولايات المتحدة قط في سعيها لمساعدة العراقيين على بناء ديمقراطية تكافئ التوافق والتوافق . لقد دفع الشعب الأمريكي الكريم ثمنًا باهظًا ، أرواح خيرة رجاله ونسائه ، من أجل رفع راية الحرية والديمقراطية ، وهي تضحية نكن لها عميق الامتنان ".
الآخرين
- دوغلاس لايتون ، صاحب فكرة العراق الآخر وحملة العلاقات العامة والمدير القطري لمؤسسة تنمية كردستان خلال الحملة
- مايكل ماكنمارا، - بينومبرا/IMS - إنتاج فيديو لإعلان "شكرًا أمريكا" والإعلانات والأفلام الوثائقية القصيرة ذات الصلة
- ماكس بول فرانكلين - مدير تصوير المشروع
- جانو روزبياني - مستشار سينمائي كردي
- سال روسو ، - مؤسس شركة روسو مارش آند روجرز - العلاقات العامة والتوزيع
- نيجار شمدين ، ممثل حكومة إقليم كردستان لدى الولايات المتحدة وكندا والأمم المتحدة
- بريندان أو ليري ، المستشار الدستوري لحكومة إقليم كردستان
- كارول سلطان ، عضو قسم الحكومة والسياسة في جامعة ميريلاند، كوليدج بارك
- بيان سامي عبد الرحمن ، ممثلة حكومة إقليم كردستان لدى المملكة المتحدة ورئيسة مؤسسة تنمية كردستان
- خالد صالح ، المستشار السياسي لحكومة إقليم كردستان
- نيكولاس سومرفيل ، المدير التنفيذي لمؤسسة تنمية كردستان
- بيتر جالبريث ، مستشار حكومة إقليم كردستان
- ويليام جارواي ، منتج أفلام وثائقية ويليام جارواي
- ماثيو فريدمان ، مدافع ومؤيد للأكراد منذ فترة طويلة

## روابط خارجية
- العراق الآخر
- العراق الذي لم نره ، واشنطن بوست
- جولات العراق الأخرى